# گوشی‌دندان
گوشی‌دندان (نام علمی: Otodus) نام یک سرده از تیره گوشی‌دندانان است.